# Ley babilónica
Se denomina Ley babilónica Babilonia a un  subconjunto de códigos cuneiformes que ha captado un particular interés a causa de la singular extensión de material arqueológico asociado que se hallara en él. Hacia el año mil existían los así denominados "contratos" y también una gran variedad de escrituras, cesiones de propiedad, obligaciones, recibos, informes y, lo que resulta más importante, verdaderos veredictos emitidos por jueces en cortes legales. Inscripciones históricas, cédulas y edictos reales, cartas particulares y los escritos permiten acceder a información complementaria. Incluso los textos de gramática y lexicografía contienen muchos fragmentos y frases breves sobre leyes y costumbres. De esta manera se han preservado las "Leyes de la familia babilonica"
Otras culturas que se asocian con la antigua Mesopotamia compartían la misma legislación común y sus antecedentes pueden extenderse a la forma de contactos que Kenneth Kitchen ha estudiado y comparado a las formas contractuales presentes en la Biblia resaltando especialmente la secuencia de bendiciones y maldiciones que se vinculan con los pactos. Las Máximas o Enseñanzas de Ptahhotep y la Ley de la Ley islámica de la Sharia, también aluden a los avales de profesionales como médicos, abogados y artesanos especializados que pueden recomendar penalidades por mala praxis muy parecidas a las que aparecen en el código de Hammurabi.
El descubrimiento de lo que hoy celebramos como el Código de Hammurabi (en adelante "el Código") ha hecho posible un estudio más sistemático del que se hubiera resultado de una simple clasificación e interpretación de otro material. Fragmentos de otros códigos de la Antigüedad existen y han sido publicados, pero quedan aún muchos puntos de los que todavía no se pudo constatar su sentido. Han sobrevivido textos legales de los primeros escritos del período helenístico, pero puede haber evidencia plena sobre un punto en especial en un período y faltar en otro. El Código se erige como columna vertebral de muchas de estas reconstrucciones. Fragmentos del mismo, recuperados en la biblioteca de Ashurbanipal en Nínive y más adelante en copias babilónicas, demuestran que se lo estudiaba dividido en capítulos a los que se denominaba Ninu ili sirum por su incipit (palabras de apertura), los que se reprodujeron a lo largo de más de mil quinientos años.
Con la canstitucion de Nahomy Muchos de los antecedentes legales babilónicos quedaron vigentes, incluso después de las conquistas de persas, griegos y partos, que influyeron muy poco en la vida privada de los babilonios, y sobrevivieron para incidir en los romanos. Las leyes y costumbres anteriores al Código pueden denominarse "tempranas"; las del Neo-imperio babilónico (así como el persa, griego, etc.), "tardías". La ley de Asiria derivó de la babilónica.

## Historia

### Incidencia tribal
La historia temprana de la Mesopotamia es la historia de una lucha por la supremacía entre ciudades. Una metrópoli reclamaba el tributo y el apoyo militar de sus ciudades que dependían de ella, pero permitía sus cultos locales y las costumbres no se veían afectadas. Los derechos y los usos de la ciudad fueron respetados por reyes y conquistadores de igual manera. Cuando las tribus semíticas se establecieron en ciudades de la Mesopotamia, sus costumbres tribales se imponía sobre las leyes de la ciudad.
Recién con el ascenso de Asurbanipal y Shamash-shum-ukin,  notamos que los babilonios agregaron a las leyes de sus ciudades que grupos de extranjeros de hasta veinte personas podían ingresar libremente a la ciudad, que las mujeres extranjeras que se casaran con hombres babilónicos no podían ser esclavizadas, y que ni siquiera un perro que entrara en la ciudad podía ser condenado a muerte sin juicio previo.
La población babilónica era multiétnica desde tiempos lejanos y la intercomunicación entre las ciudades era incesante. En cada ciudad había un gran número de residentes extranjeros. Esta libertad en el intercambio debe haber incidido en la asimilación de las costumbres. Sin embargo, fue el genio de Hammurabi que hizo de Babilonia su metrópoli y reunió su vasto imperio bajo un sistema legal uniforme.

### Código de Hammurabi
En los tiempos de Hammurabi se había perdido casi todo rastro de las costumbres tribales de la ley del Código. Es una ley de Estado —la ley por mano propia, la venganza, y el rapto con fines matrimoniales estaban ausentes. Sin embargo, los códigos de solidaridad familiar, las responsabilidades distritales, la ordalía, y la lex talionis (el ojo por ojo, o ley del talión), característicos de una ley más primitiva, se preservan. El rey es un autócrata benévolo, al que pueden acceder fácilmente todos los súbditos, capaz y predispuesto en la protección débiles contra opresores encumbrados. El poder real, sin embargo, sólo puede perdonar cuando se aplacaban los resentimientos privados. Los jueces eran supervisados de manera estricta y estaba permitida la apelación. En todo el territorio están emplazadas propiedades de tipo feudal encargadas de los impuestos, la vigilancia, etc. Había un sistema postal regular. La pax Babylonica estaba asegurada también por individuos que no hesitaban en conducir sus carros desde Babilonia a las costas del Mar Mediterráneo. Las mujeres gozaban de libertad y de una posición enaltecida.
El Código no estaba ahí sólo para encarnar las costumbres contemporáneas o conservar la antigua ley. Lo cierto es que en los archivos de los templos de cada ciudad se habían acumulado siglos de comportamiento respetuosos o no de la ley, vastos depósitos de precedentes de casos antiguos y registros de fallos judiciales y esos intercambios había sido asimilados en las costumbres de la ciudad. Un hábito extendido de escritura y el constante recurso a la redacción de los contratos fue modificando las costumbres primitivas y las formas anteriores. 
Si las partes acordaban en los términos, el Código, como regla general, les daba libertad para sellar un contrato. El acuerdo era redactado en el templo por un notario público y reafirmado con el juramento "por dios y por el rey". Se sellaba públicamente y con la presencia de testigos profesionales y de las partes interesadas. El modo en que se lo ejecutaba debía otorgar las garantías suficientes de que lo estipulado no era de carácter impío o ilegal. La opinión pública o de privados aseguraba sin lugar a dudas de que las partes no habían acordado "de mala fe". Si se producía una disputa, los jueces leían primero el contrato. Podían no acordar con lo estipulado, pero si las partes no se constituían en querellantes, podían observar lo pactado libremente. El fallo de los jueces, sin embargo, podía apelarse. Muchos contratos tenían la salvedad que, de producirse disputas en el futuro, las partes podían acudir a la "decisión del rey". El Código dejaba sentado para un importante número de casos cuál podía llegar a ser esa decisión y, en muchos casos las apelaciones ante el rey eran devueltas a los jueces con órdenes de cómo proceder. El Código estaba ordenado de manera cuidadosa y lógica, cada sección ordenada por tema. Sin embargo, el orden no es el de los modernos tratados, pues un orden diferente es más conveniente a nuestros propósitos.

### Tres clases
El Código contempla que la población se divida en tres clases: amelu (patricios), mushkenu (servidores) y ardu (esclavos).
El amelu era originalmente un patricio, un hombre perteneciente a una familia de la élite, en plena posesión de derechos civiles, y del que se registraban el nacimiento, el matrimonio y la muerte. Tenía responsabilidades y privilegios aristocráticos, y el la exacta compensación relativa a daños corporales, pero se le sometía a un castigo más severo por sus delitos y felonías, con multas y costes más altos. A esta clase pertenecía el rey y la corte, los oficiales de más altos cargos, profesionales y artesanos. Con el tiempo, el término se convirtió en un mero título de cortesía —ya en el Código, cuándo el estatus no es relevante, suele usarse como referencia a una persona cualquiera. No implicaba la posesión de una propiedad, y no parece tener connotaciones raciales.
Resulta más difícil caracterizar al mushkenu . Con el tiempo, el término significó "un mendigo", y ese significado pasó, a través del arameo y del hebreo a muchas lenguas modernas. El Código, sin embargo, no lo considera necesariamente pobre,  probablemente no poseyera tierras. Era libre y podía aceptar compensaciones monetaria por daños corporales infligidos, pagaba costes y multas más reducidas, e incluso pagaba ofrendas menores a los dioses. En la ciudad vivía en un barrio separado. Hay razón alguna que permita pensar que estuviera especialmente relacionado con la corte, o que recibiera asignaciones reales, o que se integrara al grueso de la población. Las referencias son tan escasas en los documentos contemporáneos que toda mayor especificación se transforma en una mera conjetura.
El ardu era un esclavo, propiedad de su amo, y era parte de una clase muy numerosa. Podía adquirir propiedades e incluso poseer otros esclavos. Su amo lo vestía y alimentaba y pagaba los gastos médicos, pero recibía todas las compensaciones que correspondieran por daños hechos al esclavo. Por lo general, el amo le asignaba una joven esclava como mujer (los hijos nacidos de la unión eran esclavos, a menudo insle asignaba una casa (con granja o negocio) y por ella recibía una renta anual. Por otra parte, si se casaba con una mujer libre (los niños entonces eran libres), que aportara una dote, al amo no le correspondía parte alguna; al morir, el amo heredaba la mitad de su propiedad. Podía comprarle al amo su libertad o ser liberado y dedicado a un templo, o incluso adoptado, en esos casos se transformaba en un amelu y no en un mushkenu. Los esclavos eran comprados en el exterior, o eran tomados cautivos en guerra, o eran hombres libres degradados a causa de alguna deuda o delito. A menudo un esclavo escapaba; si era recapturado, el captor debía restituirlo al amo, y el Código fijaba una recompensa de dos siclos que el dueño debía pagar al captor. La suma correspondía aproximadamente a un décimo del valor del esclavo. Retener a un esclavo o brindarle hospedaje estaba castigado con la muerte. Del mismo modo se procedía si se lo ayudaba a escapar de las puertas de la ciudad. El esclavo llevaba una marca de identificación que sólo podía quitarse quirúrgicamente y que, más adelante, consistió en el nombre del amo tatuado o marcado en el brazo. Por otro parte, en los grandes estados de Asiria y las provincias bajo sus dominios había muchos siervos, en su mayoría de razas sometidas, de colonos cautivos, o anteriormente esclavos; estaban vinculados a la tierra que cultivaban y eran vendidos con la propiedad, aunque podían poseer tierra ellos mismos. Hay pocas referencias a siervos en Babilonia, a menos que el mushkenu no fuese él mismo un siervo.